# Stefan
Stefan, som har namnsdag den 26 december, är ett mansnamn med ursprung i det forngrekiska namnet Stefanos som betyder 'krönt, bekransad', men inte i religiösa sammanhang utan i samband med idrott och olika tävlingar i det förkristna Grekland. Namnet behöll sin stavning även i den tidiga bibliska grekiskan, medan Stephanus var den latinska motsvarigheten och Stepan den armeniska. Namnet kom att bli vanligt i kristen tradition efter den förste kristne martyren Sankt Stefan, som stenades till döds i Jerusalem ca år 35 e.Kr. Namnet är vanligt i nästan alla europeiska länder och har varianter i många språk, bland annat det nordiska Staffan och det slaviska Stepan, Stephan. Äldsta belägget i Sverige är från 1100-talet.
Namnet Stefan blev populärt på 1950-talet och var fortfarande ganska populärt i slutet av 1980-talet bland nyfödda. Sedan dess är nu trenden snabbt nedåtgående. Den 31 december 2010 fanns det totalt 71 999 män och fem kvinnor med namnet Stefan i Sverige, vilket medförde att det var det 26:e vanligaste mansnamnet i landet. Drygt 44 000 har det som tilltalsnamn. Dessutom hade 63 personer namnet som efternamn. 1999 var det år som Stefan fortfarande fanns med på 100-bästalistan när det gäller namngivning åt nyfödda pojkar. Då fick 63 pojkar namnet Stefan, vilket gav 97:e plats.
Namnsdag i Sverige: 26 december. I den finlandssvenska namnsdagslängden har Stefan namnsdag 26 december sedan 1950.

## Personer med namnet Stefan
- Sankt Stefan, den förste kristne martyren
- Stefan, svensk ärkebiskop
- Stefan I (flera monarker)
- Stefan Anderson
- Stefan Andersson, sångare och låtskrivare
- Stefan Attefall
- Stefan Banach
- Stefan av Blois
- Stefan Borsch, dansbandsartist, tidigare sångare i Vikingarna
- Stefan Böhm
- Stefan Demert
- Stefan Diös, svensk serieöversättare och pokerspelare
- Stefan Edberg
- Stefan Effenberg
- Stefan Einhorn
- Stefan Ekman
- Stefan Eriksson
- Stefan Frelander
- Stefan Fölster
- Stefan George
- Stefan Gerhardsson, komiker i duon Stefan & Krister
- Stefan Gödicke
- Stefan Herrmann
- Stefan Holm
- Stefan Ingves
- Stefan Jarl
- Stefan "Lill-Lövis" Johansson
- Stephan Karlsén
- Stefan Karpe
- Stefan Kayat
- Stefan Kraft
- Stephan Leyhe
- Stephan Lindstein
- Stefan Liv
- Stefan Ljungqvist
- Stefan Löfven, politiker (socialdemokrat), Sveriges statsminister (2014–2021).
- Stefan Lövgren
- Stéphane Mallarmé
- Stefan Nemanja
- Stefan Nilsson
- Stefan Nordén
- Stefan Nykvist
- Stefan Nystrand
- Stefan Olsdal
- Stefan Parkman
- Stefan Persson (företagsledare)
- Stefan Rehn
- Stefan Sauk
- Stefan Schwarz
- Stefán Jóhann Stefánsson
- Stefan Struve
- Stefan Strömberg
- Stefan Sundström
- Stefan Zweig, österrikisk författare
- Stefan Örnskog

## Varianter på andra språk
- Esteban på spanska
- Étienne på franska
- Stefano på italienska
- Steffen på norska, danska och tyska
- Stephen, Steven och Steve på engelska
- Stìobhan på höglandsskotska
- Stiofán på iriska
- Stjepan på kroatiska